# اووک گروو (اکلاهما)
اووک گروو(به انگلیسی: Oak Grove) شهری در ایالت اکلاهما کشور ایالات متحده آمریکا است که جمعیت آن در سرشماری سال ۲۰۱۰ میلادی، ۱۸ نفر بوده‌است.